# Viana do Castelo

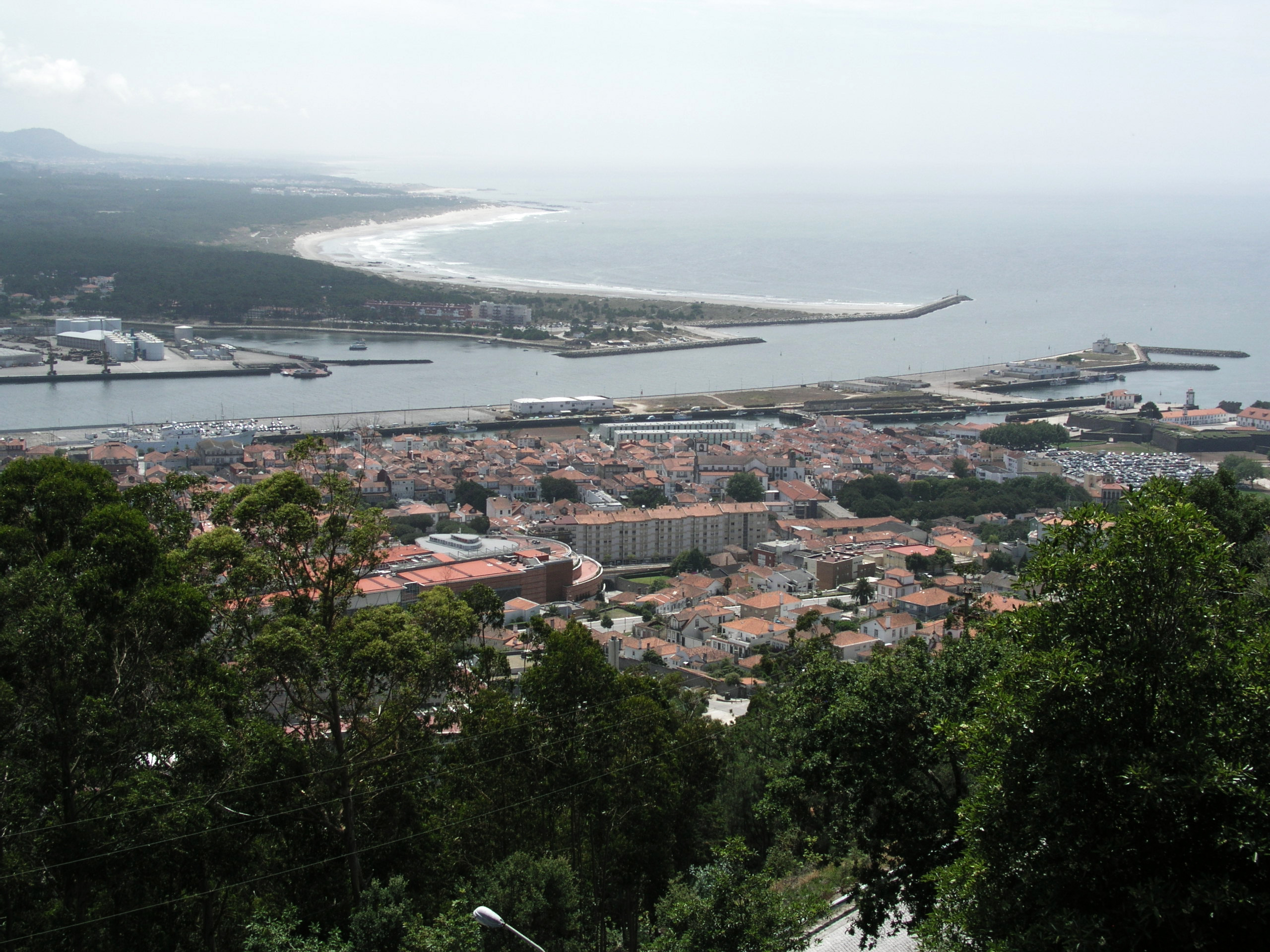

Viana do Castelo (portugisiskt uttal: [viˈɐnɐ ðu kɐʃˈtɛlu]
 ( lyssna)) är en stad och kommun i norra Portugal belägna intill Atlantkusten.
Staden ligger på norra sidan av floden Limas utlopp i Atlanten, 74 km norr om Porto och har ca 40 000 invånare (2022). Den är huvudort i kommunen Viana do Castelo och residensstad i distriktet Viana do Castelo.
Staden har många vackra byggnader och torg. Den saknar i stort sett höghusbebyggelse i stadskärnan, som har en harmonisk arkitektur. På en höjd norr om staden tronar kyrkan Santa Luzia byggd i början av 1900-talet. Den är ett framträdande landmärke och kyrkan domineras av några karakteristiska rosettfönster. Från kyrkan har man en vidsträckt utsikt och man citerar en framstående kulturpersonlighet som ansåg att "detta är den skönaste platsen på jorden."
Kommunen har 88 725 invånare (2020) och en yta av 319,00 km².
Den hör till regionen Norra Portugal och underregionen Alto Minho, samtidigt som det ingår i Comunidade Intermunicipal do Alto Minho ("Alto Minhos kommunalförbund"; ”CIM do Alto Minho”).
 
Den gränsar i norr till Caminha, i öster till Ponte de Lima, i söder till Barcelos och Esposende och i väster till Atlanten.
Den är indelad i 27 freguesias (kommundelar). 
Klimatet är tempererat, regnigt och svalt.

## Etymologi
Ortnamnet Viana härstammar möjligen från det iberiska viana (”kulle”). 

## Ekonomi
Den aktiva befolkningen svarar för knappt 24% av stadsbefolkningen, detta på grund av den regionala krisen inom industrin. Av denna del arbetar 73,3% inom tjänstesektorn, 21,3% inom tillverkningsindustrin och 5,4% inom basindustrin.

## Befolkning
| Folkmängd i kommunen (concelho) Viana do Castelo (1801 – 2004) | Folkmängd i kommunen (concelho) Viana do Castelo (1801 – 2004) | Folkmängd i kommunen (concelho) Viana do Castelo (1801 – 2004) | Folkmängd i kommunen (concelho) Viana do Castelo (1801 – 2004) | Folkmängd i kommunen (concelho) Viana do Castelo (1801 – 2004) | Folkmängd i kommunen (concelho) Viana do Castelo (1801 – 2004) | Folkmängd i kommunen (concelho) Viana do Castelo (1801 – 2004) | Folkmängd i kommunen (concelho) Viana do Castelo (1801 – 2004) | Folkmängd i kommunen (concelho) Viana do Castelo (1801 – 2004) |
| -------------------------------------------------------------- | -------------------------------------------------------------- | -------------------------------------------------------------- | -------------------------------------------------------------- | -------------------------------------------------------------- | -------------------------------------------------------------- | -------------------------------------------------------------- | -------------------------------------------------------------- | -------------------------------------------------------------- |
| 1801                                                           | 1849                                                           | 1900                                                           | 1930                                                           | 1960                                                           | 1981                                                           | 1991                                                           | 2001                                                           | 2004                                                           |
| 17889                                                          | 36084                                                          | 47311                                                          | 53380                                                          | 75320                                                          | 81009                                                          | 83095                                                          | 88631                                                          | 90654                                                          |

## Freguesias
Viana do Castelo är indelad i följande 27 freguesias (kommundelar):

- Afife
- Alvarães
- Amonde
- Anha
- Areosa
- Barroselas e Carvoeiro
- Cardielos e Serreleis
- Carreço
- Castelo do Neiva
- Chafé
- Darque
- Freixieiro de Soutelo
- Geraz do Lima e Deão
- Lanheses
- Mazarefes e Vila Fria
- Montaria
- Mujães
- Nogueira, Meixedo e Vilar de Murteda
- Outeiro
- Perre
- Santa Marta de Portuzelo
- São Romão de Neiva
- Subportela, Deocriste e Portela Susã
- Torre e Vila Mou
- Viana do Castelo (Santa Maria Maior e Monserrate) e Meadela
- Vila de Punhe
- Vila Franca

## Historia
Stadens historia går tillbaka till för-kristen tid och resterna av en borg har hittats på höjden vid Santa Luzia. Staden fick sitt första privilegiebrev (foral) av kung Alfons III 1258 och namnet Viana da Foz do Lima med anledning av sin geografiska placering. År 1848 upphöjdes den till stad genom dekret av Dona Maria II, efter att ha fått namnet ändrat till Viana do Castelo.

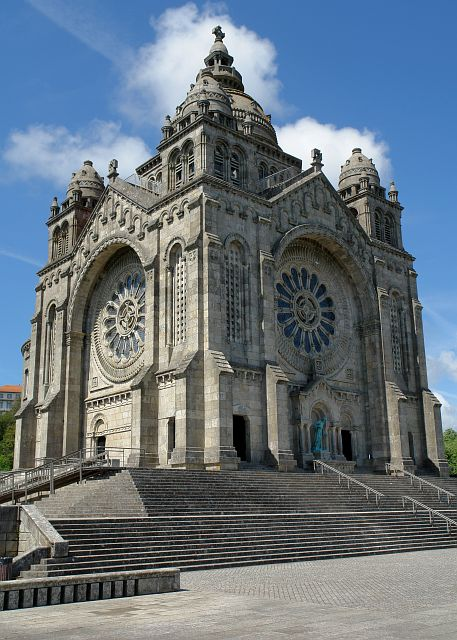
Santuário do Sagrado Coração de Jesus i Santa Luzia, Viana do Castelo.

## Nationella kulturarv i Viana do Castelo (Património)
- Chafariz da Praça da Rainha Fontänen vid (nuvarande) Praça da República
- Igreja de Santa Luzia Santa Lucia-kyrkan
- Forte de Santiago da Barra Slottet Santiaga da Barra
- Castelo de Portuzelo Portuzeloslottet
- Convento de São Francisco do Monte Fransciscanerkloster från 1300-talet
- Elevador de Santa Luzia Bergbanan upp till Santa Luzia-kyrkan
- Ponte Eiffel Eiffel-bron

## Vänorter
Viana do Castelo har följande vänorter:

- Alagoas, Brasilien
- Cabedelo, Brasilien
- Igarassu, Brasilien
- Itajaí, Brasilien
- Porto Seguro, Brasilien
- Viana, Brasilien
- Lancaster, England
- Hendaye, Frankrike
- Pessac, Frankrike
- Riom, Frankrike
- Cacheu, Guinea-Bissau
- Santo Antão, Kap Verde
- Matola, Mocambique
- Aveiro, Portugal
- Ziguinchor, Senegal
- Lugo, Spanien